# Julieta Lanteri
Julieta Lanteri, född 22 mars 1873, död 23 februari 1932, var en argentinsk feminist.  
Hon blev 1904 en av grundarna till Asociación de Mujeres Universitarias Argentinas, en pionjärorganisation inom den argentinska kvinnorörelsen som blev känd för sin kampanj för kvinnlig rösträtt.